# Katona (foglalkozás)

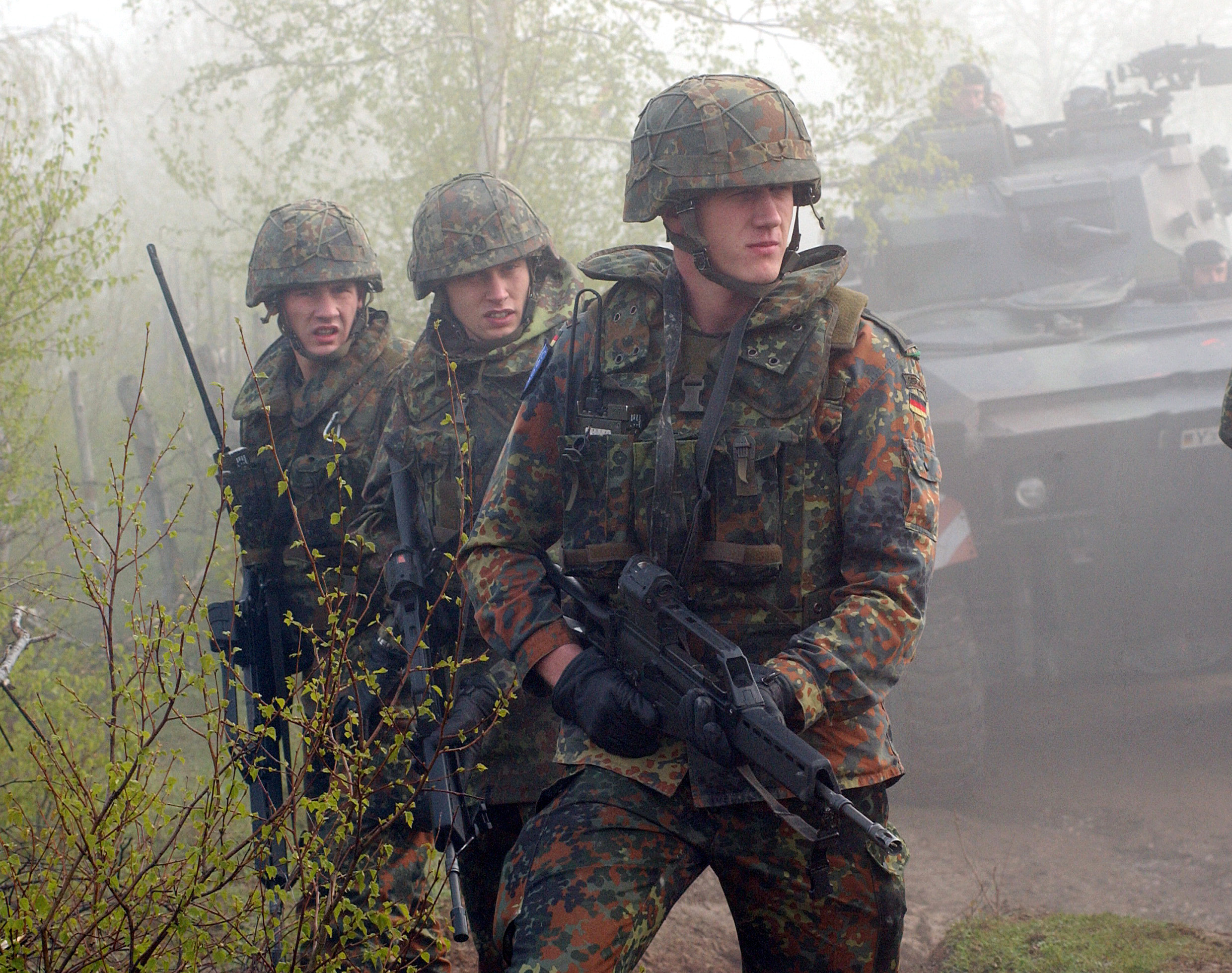
Német katonák

A katonák egy ország nemzeti fegyveres erőinél szolgálatot teljesítő emberek. Nem összetévesztendők a zsoldosokkal, akik fizetség (zsold) ellenében egy másik ország hadseregénél szolgálnak egy harmadik ellen.
A katona jelenthet még rendfokozat nélküli, fegyveres szolgálatot ellátó személyt – Magyarországon használt elnevezése a közkatona.

## Etimológia
A katona a balkáni nyelvekben elterjedt, tisztázatlan eredetű "katun" (tábor, szállás, tanya) szóból ered; valószínűleg egy "katonalegény" (tábori legény), katona-vitéz (tábori vitéz) típusú összetételből önállósulva vette fel a harcos jelentést.

## Típusok

### Kötelező és szerződéses szolgálat

Hadkötelezettség napjainkban a világ országaiban
Sorkatonai szolgálat
Sorkatonai szolgálat, de korosztály csak egy adott részét (pl. 20%-át) sorozzák be
A sorkatonai szolgálatot eltörölni tervezik
Nincs sorkatonai szolgálat
Nincs hadsereg
Nincs adat

Sok állam megköveteli állampolgáraitól a kötelező jellegű, határozott ideig tartó sorkatonai szolgálatot.
Más országokban, ezzel ellentétben, a katonai szolgálat nem kötelező, hanem szerződéses, hivatásos vagy önkéntes (tartalékos) alapú. A katonák szolgálatukat hivatásszerűen űzik, és rendszeres fizetést vesznek fel. 
Ahhoz, hogy valaki szerződéses, hivatásos vagy tartalékos rendszerbe kerüljön, egy katonai alapkiképzésen kell részt vennie, (hivatásosnál felsőfokú szakirányú végzettség kell, vagy a Nemzeti Közszolgálati Egyetem honvédtisztképző szakán kell tanulni!) Mindhárom állománycsoporthoz szigorú egészségügyi, pszichológiai és fizikai alkalmasság szükséges!
A sorkatonai szolgálat Magyarországon 2004 novemberéig volt kötelező.

### Foglalkozások
A legtöbb ország hadseregében a katonák számos különböző foglalkozásra szakosodtak, úgymint:
- Gyalogság
- Lovasság (Már nem létezik!)
- Tüzérség (Légelhárítás!)
- Páncélosok
- Mesterlövészek
- Ejtőernyősök
- Hadmérnökök
- Hadtáp (Katonai logisztika!)
- Katonai orvosok
- Alkotmány védelem - Katonai Nemzetbiztonsági Szolgálat